# Weickersdorf (Bischofswerda)
Weickersdorf (obersorbisch Wukranćicy) ist ein Ort in Ostsachsen.
Die während der Ostkolonisation gegründete Siedlung war seit dem 1. Januar 1977 ein Ortsteil von Goldbach und gehört seit dem 1. Juli 1996 zur Stadt Bischofswerda im Landkreis Bautzen.

## Lage
Weickersdorf liegt nahe der Bundesstraße 6 an der Bahnstrecke Dresden–Görlitz. 1909 wurde im Beisein des Prinzen von Schwarzburg der Bahnhof Weickersdorf eingeweiht.
Neben der etwa zwei Kilometer nordöstlich gelegenen Stadt Bischofswerda grenzen die ebenfalls zu Bischofswerda gehörenden Ortschaften Goldbach im Norden sowie Klein- und Großdrebnitz im Südwesten an Weickersdorf an. Die Höfe „Chikago“, „Grüne Linde“ und die nahezu verfallene „Hentschelmühle“ liegen im Flurstück etwas abseits vom Dorfkern. Sie grenzen an das Gebiet der Hungerau.

## Entstehung und Namensherkunft
Das Dorf entstand vermutlich in der zweiten Hälfte des 12. Jahrhunderts durch fränkische Siedler. Erstmals wird Weickersdorf um 1226 neben Goldbach und Geißmannsdorf auf einem Rückgabevertrag des Königs Ottokar von Böhmen an das Bistum Meißen genannt und dort Uikerisdorf geschrieben. Der Name enthält die Bezeichnung eines Lokators Wīggēr oder Wīghēr(i).

## Siedlungsaufbau
Weickersdorf ist ein typisches Waldhufendorf. Die Mittelachse bilden Dorfstraße und Dorfbach, die nahezu parallel durch den gesamten Ort verlaufen. Wie viele Waldhufendörfer ist Weickersdorf ein doppelzeiliges Reihendorf, dessen meist drei- oder vierseitige Gehöfte planmäßig rechts und links des Talrandes des Weickersdorfer Baches auf einer Länge von 1,5 Kilometern errichtet wurden. Ihnen ist jeweils ein Streifen Land im Rodungsgebiet hinter dem Hof zugeordnet. Lediglich im Niederdorf wird die doppelreihige Anordnung dort unterbrochen, wo sich bis zu seiner Trockenlegung um 1800 der Weickersdorfer Teich befand und sich heute eine teilweise sumpfige Wiese erstreckt. Die wenigen früheren Gartennahrungen und Häusleranwesen befinden sich hauptsächlich im Oberdorf. 
Der Weickersdorfer Teich wurde erstmals 1413 erwähnt und dehnte sich auf einer Größe von knapp zehn Hektar bis Kleindrebnitz aus. Er war Teil der Stolpener Amtsteiche, die für Weickersdorf, wie auch für die umliegenden Orte Kleindrebnitz und Goldbach, von großer Bedeutung waren.

## Personen
Aus Weickersdorf stammen Vorfahren der Industriellenfamilie Bayer sowie der Altertumsforscher Max Otto Gnauck. Gnaucks Großmutter Christiane Caroline Beyer entstammte dem in Weickersdorf verbliebenen Zweig der Familie Bayer/Beyer.